# مقاطعة كونوي (أركنساس)
مقاطعة كونوي (بالإنجليزية: Conway County)‏ هي إحدى مقاطعات ولاية أركنساس في الولايات المتحدة الأمريكية.